# Juan Fernández de Navarrete
Juan Fernández de Navarrete, född 1526, död 28 mars 1579, var en spansk målare. Som dövstum gick han under namnet el Mudo.
Han fick sin utbildning i Italien, där han anslöt sig till Tizian, men hemkallades och blev 1568 hovmålare hos Filip II, som gav honom stora uppdrag för El Escorial. I Escorials kyrka ser man av Navarrete sex ståtliga apolstlapar. Bland andra bilder av Navarrete märks Den heliga familjen och Kristi födelse, den senare med tredubbel ljuseffekt.

## Fotnoter
1. ↑  RKDartists, RKDartists-ID: 27714, läst: 9 oktober 2017.[källa från Wikidata]
2. ↑  Pradomuseet, Museo del Prado artist-ID: f10b9782-3088-414c-907f-81556e1d3c6e, läst: 9 oktober 2017.[källa från Wikidata]
3. ↑  Art UK:s konstnärsdatabas, Art UK-id: de-navarrete-juan-fernandez-c-152615381579, läst: 9 oktober 2017.[källa från Wikidata]
4. ↑  RKDartists, RKDartists-ID: 27714, läst: 26 augusti 2017.[källa från Wikidata]
5. ↑  Encyclopædia Britannica, Encyclopædia Britannica Online-ID: biography/Juan-Fernandez-de-Navarretetopic/Britannica-Online, läst: 9 oktober 2017.[källa från Wikidata]
6. ↑  Navarrete, Juan Fernández de, Grove Art Online, 12 januari 2018, 10.1093/GAO/9781884446054.ARTICLE.T061477.[källa från Wikidata]
7. ↑  Union List of Artist Names, 8 augusti 2021, ULAN: 500002842, läs online, läst: 7 februari 2024.[källa från Wikidata]